# XIV. Ptolemaiosz
XIV. Ptolemaiosz (görögül Πτολεμαίος, Kr. e. 59 – Kr. e. 44. szeptember 4.), az ókori Egyiptom tizennegyedik királya a Ptolemaidák közül (uralkodott Kr. e. 47-től haláláig), XII. Ptolemaiosz gyermeke volt.

## Élete
Kr. e. 47-ben, bátyja, a tizenöt éves XIII. Ptolemaiosz halála után lett Caesar és testvére, VII. Kleopátra szándéka szerint egyiptomi király, egyben utóbbi férje. Hatalma mindvégig névleges volt erős akaratú nővére oldalán, aki Kr. e. 46-ban magával vitte Rómába Caesartól született fiával, Caesarionnal együtt. Kr. e. 44-ben, a dictator meggyilkolása után az egyiptomi uralkodópár visszatért hazájába, ahol Kleopátra hamarosan megmérgeztette öccsét, és fiát emelte uralkodótársává XV. Ptolemaiosz Kaiszar néven.